# Jerzy Antoni Potocki

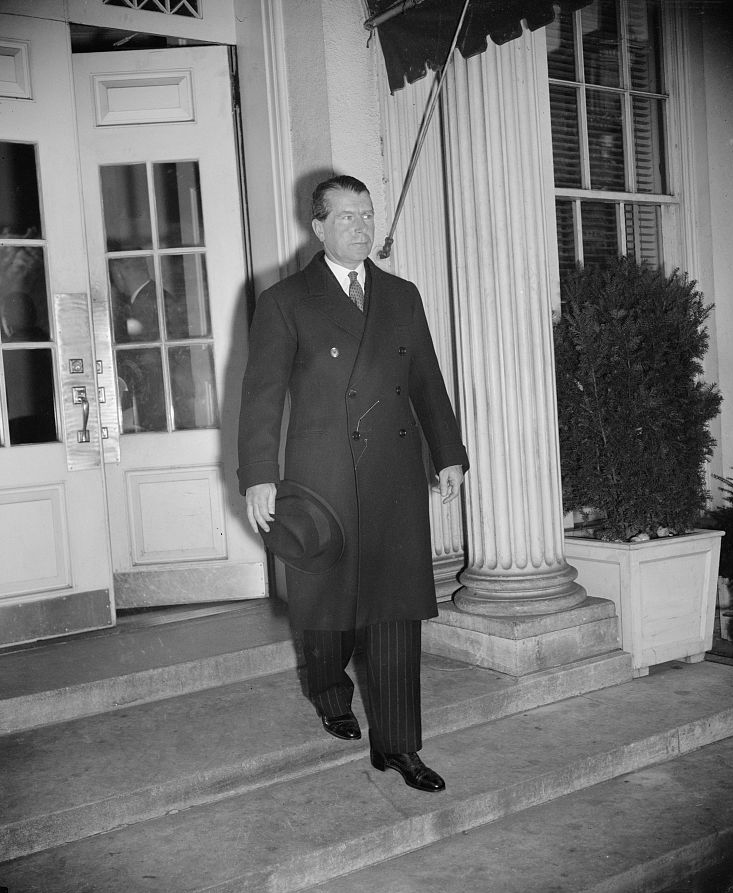
Jerzy Potocki nach einem Besuch im Weißen Haus (1939)

Jerzy Antoni Potocki (* 29. Januar 1889 in Wien; † 10. September 1961 in Genf) war ein polnischer Hauptmann der Kavallerie und Botschafter.

## Leben
Jerzy Antoni Potocki war der Sohn von Elżbieta Matylda Radziwiłł und Roman Potocki, dritten Fideikommissherrn von Łańcut. Er war der Enkel von Alfred Józef Potocki und Ur-Ur-Enkel von Jan Potocki.
Nach der Auflösung von Österreich-Ungarn trat er am 8. Januar 1919 in die neuentstandene polnische Armee ein, wurde in den Generalstab berufen und als Militärattaché nach Budapest entsandt.
1933 wurde er zum Botschafter in Rom ernannt, trat das Amt aber aus Protest gegen den Viererpakt nicht an. Von 1. Juni 1933 bis 15. Mai 1936 war er Botschafter in Ankara und von 1936 bis 1940 in Washington, D.C. Nach 1945 lebte er in der Schweiz.